# Campionati del mondo di atletica leggera indoor 2022 - Getto del peso femminile
La gara del getto del peso femminile dei campionati del mondo di atletica leggera indoor 2022 si è svolta il 18 marzo.

## Podio
| Pos.    | Atleta           | Nazionalità | Misura  |
| ------- | ---------------- | ----------- | ------- |
| Oro     | Auriol Dongmo    | Portogallo  | 20,43 m |
| Argento | Chase Ealey      | Stati Uniti | 20,21 m |
| Bronzo  | Jessica Schilder | Paesi Bassi | 19,48 m |

## Situazione pre-gara

### Record
Prima di questa competizione, il record del mondo indoor e il record dei campionati erano i seguenti.
| Record                | Prestazione | Atleta                            | Data e luogo                                        | Competizione                     |
| --------------------- | ----------- | --------------------------------- | --------------------------------------------------- | -------------------------------- |
| Record mondiale       | 22,50 m     | Helena Fibingerová Cecoslovacchia | 19 febbraio 1977 Jablonec nad Nisou, Cecoslovacchia |                                  |
| Record dei campionati | 20,67 m     | Valerie Adams Nuova Zelanda       | 8 marzo 2014 Sopot, Polonia                         | Campionati del mondo indoor 2014 |

### Campionesse in carica
Le campionesse in carica a livello mondiale erano:
| Campione        | Atleta                | Prestazione | Data e luogo                         | Competizione                     |
| --------------- | --------------------- | ----------- | ------------------------------------ | -------------------------------- |
| Olimpico        | Gong Lijiao Cina      | 20,58 m     | 1º agosto 2021 Tokyo, Giappone       | Giochi della XXXII Olimpiade     |
| Mondiale indoor | Anita Márton Ungheria | 19,62 m     | 2 marzo 2018 Birmingham, Regno Unito | Campionati del mondo indoor 2018 |

### La stagione
Prima di questa gara, le atlete con le migliori tre prestazioni dell'anno erano:
| Pos. | Atleta                       | Prestazione | Data e luogo                            |
| ---- | ---------------------------- | ----------- | --------------------------------------- |
| 1    | Auriol Dongmo Portogallo     | 19,90 m     | 26 febbraio 2022 Pombal, Portogallo     |
| 2    | Maggie Ewen Stati Uniti      | 19,79 m     | 26 febbraio 2022 Spokane, Stati Uniti   |
| 3    | Jessica Schilder Paesi Bassi | 19,72 m     | 19 febbraio 2022 Apeldoorn, Paesi Bassi |

## Risultati

### Finale
La finale diretta si è tenuta il 18 marzo alle ore 18:50.
| Pos | Atleta                | Nazionalità   | 1ª prova | 2ª prova | 3ª prova | 4ª prova | 5ª prova | 6ª prova | Risultato | Note                                                       |
| --- | --------------------- | ------------- | -------- | -------- | -------- | -------- | -------- | -------- | --------- | ---------------------------------------------------------- |
|     | Auriol Dongmo         | Portogallo    | 19,32 m  | 19,32 m  | x        | x        | 20,43 m  | x        | 20,43 m   | Miglior prestazione mondiale stagionale · Record nazionale |
|     | Chase Ealey           | Stati Uniti   | 18,65 m  | 19,11 m  | 18,88 m  | 18,62 m  | 20,21 m  | x        | 20,21 m   | Record nord-centroamericano                                |
|     | Jessica Schilder      | Paesi Bassi   | 19,01 m  | 19,01 m  | 18,98 m  | 19,46 m  | 18,98 m  | 19,48 m  | 19,48 m   |                                                            |
| 4   | Fanny Roos            | Svezia        | 18,66 m  | x        | 19,22 m  | x        | 17,76 m  | 18,24 m  | 19,22 m   | Miglior prestazione personale stagionale                   |
| 5   | Maggie Ewen           | Stati Uniti   | 18,16 m  | 18,34 m  | x        | 19,15 m  | x        | x        | 19,15 m   |                                                            |
| 6   | Danniel Thomas-Dodd   | Giamaica      | x        | 18,77 m  | x        | 18,38 m  | 19,12 m  | x        | 19,12 m   | Miglior prestazione personale stagionale                   |
| 7   | Sarah Mitton          | Canada        | x        | 18,20 m  | x        | x        | x        | 19,02 m  | 19,02 m   |                                                            |
| 8   | Sophie McKinna        | Gran Bretagna | 18,40 m  | 18,62 m  | x        | x        | 17,97 m  | 18,19 m  | 18,62 m   |                                                            |
| 9   | Sara Gambetta         | Germania      | 18,16 m  | 18,17 m  | 17,66 m  |          |          |          | 18,17 m   |                                                            |
| 10  | Dimitriana Bezede     | Moldavia      | 17,64 m  | x        | 18,07 m  |          |          |          | 18,07 m   |                                                            |
| 11  | Katharina Maisch      | Germania      | 17,83 m  | x        | x        |          |          |          | 17,83 m   |                                                            |
| 12  | Jessica Inchude       | Portogallo    | 17,58 m  | 17,27 m  | x        |          |          |          | 17,58 m   |                                                            |
| 13  | Amelia Strickler      | Gran Bretagna | 16,78 m  | 16,73 m  | 16,86 m  |          |          |          | 16,86 m   |                                                            |
| 14  | Livia Avancini        | Brasile       | 16,52 m  | 16,43 m  | 16,82 m  |          |          |          | 16,85 m   |                                                            |
| 15  | Ivana Xennia Gallardo | Cile          | 15,06 m  | 16,08 m  | 15,81 m  |          |          |          | 16,08 m   |                                                            |